# Jacques Rivière
Pour les articles homonymes, voir Rivière (homonymie).
Jacques Rivière, né le 15 juillet 1886 à Bordeaux et mort le 14 février 1925 à Paris, est un homme de lettres français, directeur de La Nouvelle Revue française de 1919 jusqu'à sa mort, et ami d'Alain-Fournier, avec qui il échangea une abondante correspondance avant de devenir son beau-frère.

## Biographie

### Les années de jeunesse
Jacques Rivière est le fils d'un grand médecin bordelais, professeur d'obstétrique à la Faculté de médecine de Bordeaux. Il écrit dans une lettre, à propos de son enfance bordelaise : « La maison où je suis né et où j'ai habité jusqu'à 15 ans est dans le vieux quartier de Bordeaux, étroit, humide, avec la proximité, qu'on sent, de la rivière et des quais. Cette maison était grande : elle datait du XVIIème siècle. » Jacques Rivière se lie d’amitié avec Henri Fournier (le futur Alain-Fournier, auteur du Grand Meaulnes ) sur les bancs du lycée Lakanal, à Sceaux, dans le département des Hauts-de-Seine, en région parisienne. Ils sont entrés tous les deux à Lakanal l'année de leurs dix-sept ans pour préparer le concours d’entrée à l’École normale supérieure. Étant donné leurs différences de caractère, ils ne se lient pas immédiatement, mais peu à peu leurs intelligences se rejoignent et ouvrent la voie à une longue et intense amitié. Beaucoup plus tard, Jacques Rivière écrira sur cette rencontre lycéenne, dans une préface à un texte de son ami écrivain : « Sous ses dehors indomptés, je le découvrais tendre, naïf, tout gorgé d'une douce sève rêveuse, infiniment plus mal armé encore que moi, ce qui n'était pas peu dire, devant la vie. » Ils échouent l'un comme l'autre au concours d'entrée à l'École normale supérieure.
Revenu à Bordeaux en 1905, Rivière continue d'entretenir avec son ami une correspondance quasi quotidienne où l’on voit se dessiner le goût particulier de chacun pour la littérature. À cette même époque,il fréquente le cercle de Gabriel Frizeau, lequel est collectionneur d'œuvres d'art et amateur de littérature. A son domicile de la rue Régis, à Bordeaux, outre Jacques Rivière, Frizeau reçoit des artistes et écrivains tels que Saint-John Perse, André Lhote, André Gide et Paul Claudel. La fréquentation d'André Lhote va s'avérer déterminante pour le jeune Rivière car elle va lui ouvrir des portes. Dans ce contexte prometteur, celui-ci peut vraiment satisfaire sa vive curiosité intellectuelle.
Jacques Rivière obtient sa licence ès lettres à Bordeaux, fait son service militaire, puis revient en 1907 à Paris préparer l’agrégation de philosophie et une thèse en Sorbonne sur La Théodicée de Fénelon, tout en gagnant modestement sa vie comme enseignant au lycée Stanislas. La musique de Claude Debussy le requiert. Il subit tour à tour les influences de Maurice Barrès, André Suarès et Paul Claudel, avec qui il entre en correspondance et qui cherche à le convertir au catholicisme.  (Et Rivière se convertira de fait : à Noël 1913, dans la chapelle des Bénédictines de Paris, il communie. Témoin encore cette prière : "Vous m'avez précipité entre mes frères afin, peut-être, que dans mes efforts pour remonter vers Vous, je ne revienne pas seul, mais que je vous ramène tous ceux parmi lesquels j'étais pris".) 
Durant l'année 1907, Jacques Rivière collabore à L'Occident, revue littéraire et artistique. Son amitié demeure riche et ardente avec Henri Fournier, soutenue par une importante correspondance.  Mais au début de l'année 1908 s'opère un tournant dans leur relation quand Rivière se fiance officiellement avec Isabelle Fournier, la sœur de Henri. En décembre de la même année, à Paris, dans l'appartement où réside André Lhote pour un court séjour, Jacques Rivière fait une rencontre déterminante pour sa carrière d'écrivain et d'intellectuel : il y fait la connaissance d'André Gide. Rivière et Gide ont dix-sept ans de différence, et Rivière fait encore très jeune avec ses allures d'adolescent mais, très vite, ces deux intelligences se comprennent et se fascinent mutuellement. C'est l'occasion pour Gide de lui annoncer qu'il envisage de fonder une revue qui s'appellerait La Nouvelle Revue Française. Dans les mois qui suivent, en 1909, définitivement conquis par Rivière, Gide invite celui-ci à s'associer au groupe naissant de La Nouvelle Revue Française (NRF). Y entrant rapidement, Jacques Rivière ne la quittera plus. Dans l'été 1909, en août, est célébré son mariage avec Isabelle (1889-1971), dont il aura deux enfants, Jacqueline (1911-1944), religieuse, et Alain (1920-2010), devenu moine Bénédictin à En-Calcat de 1937 à 1967.
Jacques Rivière devient secrétaire de rédaction de La Nouvelle Revue Française (NRF) en 1911. Reconnaissant, il sait ce qu'il doit à André Gide et à Jacques Copeau pour cette nomination, ce qui l'amènera à déclarer : « J'ai trouvé en Gide et en Copeau un dévouement délicieux, sur lequel jamais je n'aurais osé compter avant de les connaître... Je n'oublierai jamais ce que Copeau a fait pour moi.» Deux mois après sa nomination au poste de secrétaire paraît aux éditions de la NRF une somme de ses critiques littéraires  sous le titre Études, où Rivière révèle un excellent sens de la psychologie. C'est son premier livre publié. Le jeune auteur pressent que sa "carrière" est enfin lancée. Beaucoup mieux que son beau-frère Henri (Alain-Fournier) qui finira par s'éloigner du cercle de la NRF, Jacques Rivière s'y impose désormais comme un intellectuel de grand talent qui fait l'unanimité autour de lui. À partir du 11 décembre 1911, il seconde Jacques Copeau à la direction de la revue, jusqu'à l'entrée en guerre en 1914.

### Les années de captivité (1914-1917)
Il est mobilisé en 1914 au 220e régiment d'infanterie et fait prisonnier de guerre le 24 août, dès les premières échauffourées. Il est incarcéré au camp de Königsbrück, en Saxe. Durant cette captivité en terre ennemie - qui va durer trois années -, Jacques Rivière va traverser une longue crise existentielle et se laisser pénétrer d'une vive ardeur spirituelle, autant de sentiments qu'il consigne au fil des pages dans quatorze carnets, de 1914 à 1917. Dès le début de ces confessions transparaît le poids de la "faute" et du remords. Rivière considère qu'il ne s'est pas suffisamment battu le 24 août, juste avant de se constituer prisonnier avec sa compagnie. Ce sentiment de culpabilité va longtemps ronger sa conscience. Il écrit dans ses Carnets, en date du 22 janvier 1915 : « Je ne peux m'empêcher de remâcher ma faute. Je me perds dans l'examen de chaque détail, de chaque minute de cette misérable journée. » Il a une admiration sans bornes pour ceux qui se battent encore sur le front et a honte de sa condition.  
Pendant sa captivité, il entretient une correspondance régulière avec sa femme Isabelle et avec ses amis. Très souvent, il évoque sous sa plume ses chers "bien aimés" qui lui donnent la force de continuer à vivre (à savoir : sa femme, sa fille Jacqueline, ses amis Jacques Copeau et Gaston Gallimard, mais également Yvonne, la femme de ce dernier, dont il est encore amoureux). Pour mieux se rapprocher de Dieu, il en appelle à la patience et à l'humilité au cœur de son "humiliation" de prisonnier. Parfois, il supplie Dieu de le délivrer de sa misère. Il vit sa captivité tantôt avec philosophie tantôt comme une épreuve redoutable où il se sent impuissant face au destin. D'autre part, il est rongé par un chagrin immense face à la disparition de son beau-frère Henri (Alain-Fournier a été porté "disparu" sur le front au Bois de Saint Remy le 22 septembre) et, dès la fin de l'année 1914, Rivière n'a plus l'espoir que son ami de jeunesse soit retrouvé vivant. Il écrit dans ses Carnets en décembre : « Je sens avec une intensité épouvantable l'horreur de la mort d'Henri. » Il écrit le mois suivant : «Je pense à lui tout le temps, d'une façon sourde, continue, perpétuelle, comme un malade à son mal. » 
En juillet 1915, Jacques Rivière s'est porté volontaire pour être transféré au camp de Hülseberg, dans le Hanovre, situé seulement à 125 kilomètres de la frontière hollandaise - ce qui pourrait favoriser son désir d'évasion (qui lui est de plus en plus cher). Deux semaines après son arrivée dans ce nouveau camp, il organise effectivement son évasion en compagnie d'un autre détenu. Mais trois jours plus tard, dans une petite ville, les deux jeunes hommes sont repérés, arrêtés et reconduits sans ménagement à leur camp où ils sont condamnés à l'isolement dans une cellule pendant vingt-huit jours. Libéré de cette éprouvante détention, il est reconduit au camp de Königsbrück dans les premiers jours de septembre. Dépité par son évasion avortée, il ressasse ses erreurs et ses faiblesses, et en appelle constamment à Dieu pour l'aider à surmonter ses épreuves et, plus encore, à retourner au front : «Je veux, je veux d'abord et sans condition, y retourner. » Dans le camp, il poursuit son rôle d'interprète (il parle couramment l'allemand), entretient des échanges et des débats avec d'autres prisonniers intellectuels, lit, écrit et commence peu à peu à oser envisager, une fois libéré, un avenir prometteur comme écrivain et critique littéraire. Il se sait très intelligent et tente maintes fois de lutter contre cet "orgueil", «cet immense orgueil que je sens au fond de moi ». De ce fait, il jouit au camp d'une réputation respectueuse. 
En 1917, à la mi-juin, tandis qu'il montre de plus en plus de signes de faiblesse morale et d'impatience, Jacques Rivière apprend qu'il est transféré vers la Suisse. Il est conduit sous le statut de "prisonnier de guerre interné" à Engelberg (près de la frontière italienne). Il y jouit de conditions de vie qui lui permettent de recevoir sa femme et sa fille, puis ses amis Copeau et Gide, mais il demeure moralement très affecté par ses trois années de captivité. A l'automne, l'annonce de sa présence en Suisse se répand parmi les milieux intellectuels du pays, en particulier à Genève où il s'installe désormais. Il est convié à donner des conférences, ce qui le revigore sensiblement et lui redonne confiance en lui-même. Le 17 juillet 1918, Jacques Rivière, sa femme et sa fille peuvent enfin regagner la France.  

### Les années à la tête de la NRF
À son retour en France, en 1918,  Jacques Rivière publie L'Allemand, souvenirs et réflexions d'un prisonnier de guerre, ouvrage qu'il rééditera en 1924.
Avant même la fin du conflit, il songeait à relancer la NRF dont la parution avait été interrompue. Il n'était pas le seul à y penser : dans une lettre de février 1917, Gaston Gallimard lui avait signifié qu'il était attendu à Paris et qu'il aurait toute sa place dans une relance de la NRF. André Gide avait également été dans l'impatience du retour du jeune prodige. L'armistice signé, pendant l'hiver 1918-1919, les tractations vont maintenant bon train pour une renaissance de la NRF et Rivière se voit occuper une place de premier choix, affichant une grande ambition. Il est finalement désigné pour diriger la NRF, et le premier numéro d'après-guerre de la revue, sous sa direction, paraît le 1er juin 1919. Il y déploie un remarquable talent de découvreur et a un sens développé de l'accueil. Il fait publier dans la revue Marcel Proust, François Mauriac, Paul Valéry, Saint-John Perse, Jean Giraudoux et Jules Romains, mais aussi, plus audacieusement encore, Paul Eluard, Louis Aragon et Philippe Soupault.  Mais les rapports de Rivière avec les représentants du surréalisme deviennent très vite difficiles, voire orageux. Le jeune directeur ouvre aussi la revue à des écrivains étrangers issus des littératures allemande, anglaise, italienne ou espagnole. 
En 1920, Jacques Rivière reçoit le prix Blumenthal, récompense qui consacre son talent et sa place centrale dans le monde des lettres à Paris. Marcel Proust, à la fin de l'été 1920, s'est démené pour influencer le jury et faire obtenir au jeune directeur littéraire la somme non négligeable dont est doté le prix car le couple Rivière demeure dans une relative précarité financière. Au début des années 1920, Jacques Rivière, entièrement dévoué à sa tâche exigeante, sujette à polémiques, est désormais le confident, le critique et l'ami des plus grands écrivains français de son temps. On a souvent dit que Jacques Rivière avait négligé sa propre carrière d’écrivain, au bénéfice de l'œuvre de ses amis. De fait, il n'écrira qu’un court roman psychologique, Aimée. Inspiré de son amour pour Yvonne Gallimard, le roman paraît directement aux éditions Gallimard (et non, au préalable, dans la revue de la NRF), en novembre 1922. La démarche de Rivière est audacieuse car le roman s'inspire de sa vie privée. L'auteur risque de plonger sa femme - et même Gaston Gallimard - dans l'embarras, mais le scandale ne se produira pas. Le livre est assez bien reçu par la critique et par le public, mais il est diversement accueilli par l'entourage de l'auteur. Jean Schlumberger (un des fondateurs de la NRF) dit de ce livre qu'il exprime « l'impuissance d'aimer » et témoigne d'un « gidisme un peu lassant». Quant à Gide, il loue le livre devant Rivière mais écrit dans son journal que la lecture de ce roman l'a « exténué », « consterné ». Rivière entreprend l'écriture d'un second roman, intitulé Florence, sur le même thème de l'amour à sens unique. C'est un roman qui, à l'origine, comprend différentes versions et retouches. Après la mort de son auteur, les amis de la NRF se soucient du sort de cet ouvrage qu'Isabelle Rivière n'est pas pressée de faire paraître. Finalement, il sera publié dix ans plus tard.
Jacques Rivière a involontairement préparé sa propre succession en engageant dès 1919 Jean Paulhan comme secrétaire. Rivière est à la tête d'une revue devenue un organe de référence ouvert à toutes les écoles de pensée. Dans la ligne droite de cet esprit d'ouverture, il dénonce les clauses du Traité de Versailles et prône une réconciliation avec l'Allemagne. Il écrit dans la revue en 1923 : « La paix a été manquée. Il faut la recommencer. Il faut la concevoir comme un organisme et non pas la décréter, mais lui donner la vie. La première cellule ne peut en être que la coopération économique de la France et de l'Allemagne.  [...] Il faut faire la paix, c'est-à-dire la créer, en produire les conditions normales, et la première c'est le silence sur les griefs. »
Hors de Paris, Jacques Rivière échange ses idées progressistes avec les grands écrivains de son temps - et amis - l'été, à l'abbaye de Pontigny, dans l'Yonne, au cours des "Décades", rencontres organisées par l'universitaire Paul Desjardins. Il s'y fait prendre en photo en 1922 aux côtés d'André Gide, Jean Schlumberger et Roger Martin du Gard. Dans le prolongement de ses responsabilités à la NRF, Rivière continue d'entretenir de très riches échanges par correspondance. C'est le cas avec Antonin Artaud. Une dizaine de lettres a été échangée entre les deux hommes entre mai 1923 et juin 1924. Véritable confidence, ce courrier explore le tréfonds de leur disposition mentale. Cette correspondance a fait l'objet d'une publication en septembre 1924 dans la revue de la NRF. La correspondance avec Antonin Artaud, parce qu'elle pose crûment la question de la possibilité même de la littérature, sera sans doute sa contribution la plus significative au genre littéraire. 
François Mauriac doit attendre 1922 pour, selon ses termes, « rejoindre enfin le groupe littéraire avec lequel je me sentais le mieux accordé. C'était peu d'en être exclu, mais je m'en croyais méprisé. » Mauriac goûte à cette intégration avec soulagement. Revenant sur sa mise à l'écart de la NRF dans les années d'avant-guerre, il souligne : « Aux yeux de Jacques Rivière et de ses amis, je ne pouvais que faire figure de jeune bourgeois poseur, mondain et dénué de vrai talent. » Le jeune directeur de la NRF ne saurait tenir longtemps à l'écart un talent de cette dimension. Dans les deux dernières années de la vie de Jacques Rivière, c'est le jeune intellectuel Ramon Fernandez qui devient le camarade le plus familier dans son cercle littéraire. Les deux amis entretiennent également une correspondance entre janvier 1923 et décembre 1924. 

### Fin de vie brutale et postérité
C'est au tout début de l'année 1925 que la maladie est entrée au foyer des Rivière, rue Boulard, à Paris. Une fièvre typhoïde touche l'employée de maison (emmenée à l'hôpital). Jacqueline, âgée de treize ans, tombe malade à son tour, puis Isabelle, le fils Alain âgé de quatre ans et demi et enfin Jacques. Le 25 janvier, Rivière écrit à Gide : « Je suis épuisé et ne trouve la force que de te serrer la main. » Début février, en proie à une maladie mal diagnostiquée, on le croit atteint d'une grippe, et enfin guéri. Mais très vite, le mal empire de nouveau. Jacques Copeau lui rend visite le 12 février et témoigne : « Il n'a pas l'air d'un moribond. Mais un air de souffrance et de terreur... Il paraît qu'on l'a soigné pour une grippe alors qu'il est atteint en réalité d'une fièvre typhoïde... Son rein ne fonctionne plus. » Deux jours plus tard, le 14 février, Jacques Rivière meurt. Un office est célébré le lendemain en l'église Saint-Pierre de Montrouge, proche de la rue Boulard. Les obsèques ont lieu à Cenon, ville qui jouxte Bordeaux sur la rive droite de la Garonne, terre de la famille maternelle du jeune défunt. Jacques Rivière est enterré au côté de sa mère dans le cimetière de Cenon, à l'âge de trente-huit ans.
Il est à préciser qu'Isabelle Rivière est intervenue dans plusieurs des manuscrits de son défunt époux, en complétant ses récits où, par exemple, il cherchait à mettre en avant sa détresse et sa souffrance de prisonnier de guerre, de textes relatifs au catholicisme, ce qui était hors contexte. De nombreux amis écrivains de Jacques Rivière, dont Paulhan, ou André Breton, pensaient que même inachevées, il fallait faire paraître ces œuvres littéraires telles quelles, ce qui les rendait plus fortes, et que les ajouts d'Isabelle Rivière relatifs au catholicisme, gâchaient les contenus de ses créations. Ils ne critiquaient pas le catholicisme, ou les croyances d'Isabelle Rivière, dont ils respectaient les deuils, mais défendaient le caractère singulier d'écrits dont des ajouts extérieurs changeaient fondamentalement la perception, ainsi que la puissance émotionnelle, et surtout, le sens.

## Œuvres

### Publications en revues
- « Les ciels », Art & Décoration, vol.XXIX, janvier-juin 1911, p. 47-59 (consulter en ligne).
- « René Bichet », La Nouvelle Revue française, no 50, février 1913, p. 312-316.
- « Paul Claudel », La Revue rhénane, 1re année, no 5, 1er février 1921, p. 235-242.
- « Francis Jammes », La Revue rhénane, 1re année, no 7, 1er avril 1921, p. 390-392 [texte en allemand].
- « Alain-Fournier», La Nouvelle Revue Française, numéros du 1er décembre 1922, 1er janvier 1923 et 1er février 1923, article repris en introduction à Miracles, Gallimard, 1924.

### Publications en volumes
- Études, Éditions de la Nouvelle Revue française, 1912, 272 p.
- L’Allemand : Souvenirs et réflexions d'un prisonnier de guerre, Éditions de la Nouvelle Revue française, 1918, 256 p. (“Préface pour la réimpression”, 1924)
- Aimée, Éditions de la Nouvelle Revue française, 1922, 222 p.
- À la trace de Dieu, avec une préface de Paul Claudel, Éditions de la Nouvelle Revue française, 1925, 347 p.
- De la sincérité avec soi-même, Paris, Les Cahiers de Paris, 1925, 111 p..
- De la Foi précédé de De la sincérité avec soi-même, Paris, Éditions de la Chronique des Lettres françaises, 1927, 103 p.
- Carnet de guerre - août-septembre 1914, aux Éditions de la Belle Page, 1929, 139 p.
- « Pour et contre une Société des Nations », Cahiers de la Quinzaine, 1930, 63 p.
- Rimbaud, Simon Kra, (1931), 235 p.
- Moralisme et Littérature, dialogue avec Ramon Fernández, Corrêa, 1932, 205 p.
- Florence, Corrêa, 1935 (roman inachevé)
- « Deux prophéties », in Chroniques de Minuit, Minuit, 1945, p. 103-116
- Nouvelles Études, Gallimard, 1947, 321 p.
- Carnets 1914-1917, Fayard, 1977
- Russie, préface de Raphaël Aubert, Éditions de l'Aire, 1995, 52 p.
- Etudes (1909-1924), Gallimard, 1999, 633 p.
- Le Roman d'aventure, Éditions des Syrtes, 2000, 128 p.
- De la sincérité d'être soi-même, Editions Le Festin, 2013, 128 p. (ce volume comprend aussi les textes : De la foi et Chasse à l'orgueil).
- Critique et création, édition établie par Robert Kopp avec la collaboration d'Ariane Charton, préf. Jean-Yves Tadié, Paris, Éditions Bouquins/Mollat, coll. La Collection, 1152 p., 2025  (ISBN 978-2382926208)

### Correspondances
- Correspondance de Jacques Rivière et Alain-Fournier, 1904-1914, 1926-1928 ; rééd. en deux volumes, Paris, Gallimard, 1991.
- Correspondance avec Paul Claudel, introd. Isabelle Rivière, Paris, Plon, 1926
- Correspondance Valery Larbaud & Jacques Rivière - 1912-1924, édition établie, annotée et introduite par Françoise Lioure, Éditions Claire Paulhan, Paris, 2006  (ISBN 2-912222-23-0)
- Correspondance avec Marcel Proust - 1914-1922, Paris, Plon, 1956, 325 p.
- La Peinture, le Cœur et l'Esprit. Correspondance inédite (1907-1924), André Lhote, Alain-Fournier, Jacques Rivière, texte établi et présenté par Alain Rivière, Jean-Georges Morgenthaler et Françoise Garcia, Bordeaux, William Blake and Co, 1986 ; rééd. Honoré Champion, Paris, 426 p., 2018  (ISBN 978-2745346377)
- Correspondance avec Gaston Gallimard, Paris, Gallimard, 1994, 265 p.
- Correspondance avec Aline Mayrisch - 1912-1925, édition établie et annotée par Pierre Masson et Cornel Meder, Centre d'Études Gidiennes, 2007, 194 p.